# Yle
A Yle (teljes nevén: Yleisradio Oy, svédül: Rundradion Ab) Finnország közszolgálati médiuma, amely 1926-ban alapult és 99,98%-ban a finn állam tulajdonában áll. A csatorna a kormányzati támogatásból fedezte költségeit hosszú ideig, azonban 2013-ban bevezették a közszolgálati műsorszórási adót, amelyet a köznyelvben "YLE-adó"-ként ismernek Finnországban. Az adót évente egyszer kell fizetniük magánszemélyeknek és vállalkozásoknak egyaránt. Magánszemélyeknek legalább évi 50 de legfeljebb 140 euró kell fizetniük.

## Történelme
- 1926. május 29.: Létrehozzák a Ylesiradiot az állami rádió társaságot Helsinkiben.
- 1930-as évek: Több mint 100 ezer háztartásban volt elérhető a rádió.
- 1957: Megkezdődnek a televízió kísérleti adásai,
- 1958: Elindul a Suomen Televisio néven az első rendszeres adással jelentkező finn televíziós csatorna.
- 1964: Elindul a Yle TV2 a televízió kettes csatornája.
- 1969: Megkezdődnek a színes műsorok sugárzása.
- 1985: Finnországban elindulnak a helyi magántelevíziós csatornák, amivel a Yle monopóliuma megszűnik.
- 1993: A finn MTV3 (Finnország) országos, televíziócsatorna elindulásával országosan is megszűnik a Yle monopóliuma, a Yle közszolgálati médiává válik.[2]
- 2007: A Yle áttér a digitális sugárzásra, emellett az ebben az évben Helsinkiben megrendezett Eurovíziós Dalfesztivál rendező csatornája volt.[3]

## Televíziócsatornák
- Yle TV1: A Yle legnézettebb csatornája, a médiatársaság zászlóshajója. Műsorkínálata hírműsorokból, közéleti műsorokból, oknyomozó műsorokból, dokumentumfilmekből, kabaréból, mozifilmekből, kulturális, oktató és ismeretterjesztő műsorokból áll.
- Yle TV2: 1964-ben alapították a csatornát. Műsorkínálata sport, ifjúsági, regionális és szórakoztató műsorokból áll.
- Yle Teema:  Kulturális, oktató és tudományos csatorna.
- Yle Fem: A Yle svéd nyelvű csatornája, ahol hírműsorok, skandináv filmek, gyermek és szórakoztató műsorok kerülnek adásba. Emellett a norvég NRK és a svéd SVT közszolgálati médiumokkal együttműködve sugározza az Ođđasat nevű hírműsort, amely számi nyelven sugároz.
- TV Finland:  Digitális csatorna, amely Svédországban fogható és a Yle különböző műsorait sugározza.

## Rádió
- Yle Radio 1: Klasszikus zenei, jazz, népzenei, egyházi és világi zenei ,háttérbeszélgetős és kulturális műsorok adója.
- YleX: Popzenei rádióadó, amely célcsoportjában 17-27 év közti fiatalok vannak. Műsorkínálatának 70%-át a zenei műsorok adják.
- Yle Radio Suomi: Országos és regionális hírek, szolgáltató magazin műsorok, sport és szórakoztató műsorok és örökzöld slágerek teszik ki a műsorkínálatot.
- Yle Puhe: Közéleti és hírháttér műsorok.
- Yle X3M: Svéd nyelvű általános tematikájú rádió.
- Yle Vega: Közéleti, hír és háttér műsorok svéd nyelven.
- Yle Sámi Radio: A svéd SVT és a norvég NRK együttműködésével számi nyelven sugároz műsorokat Lappföldön.

## Logók

Logó 1940-1965 közt
Logó 1965-1990 közt
Logó 1990-1999 közt
Logó 1999-2012 közt
Jelenlegi logó 2012 óta